# Aechmea fulgens
Aechmea fulgens är en gräsväxtart som beskrevs av Adolphe-Théodore Brongniart. Aechmea fulgens ingår i släktet Aechmea och familjen Bromeliaceae. Inga underarter finns listade i Catalogue of Life.

## Bildgalleri

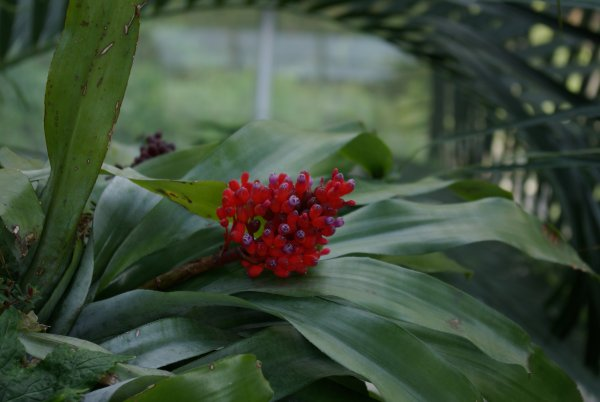
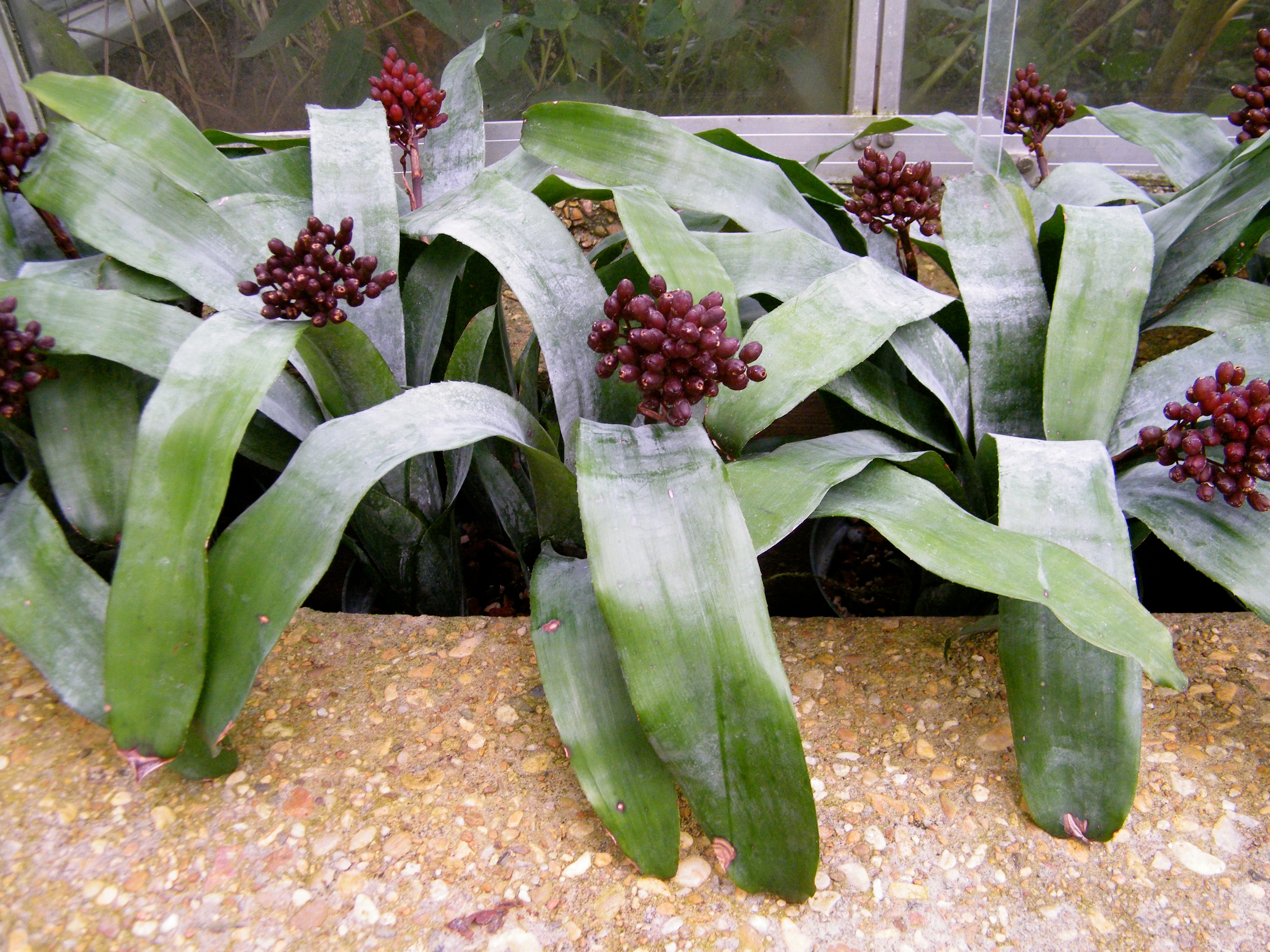
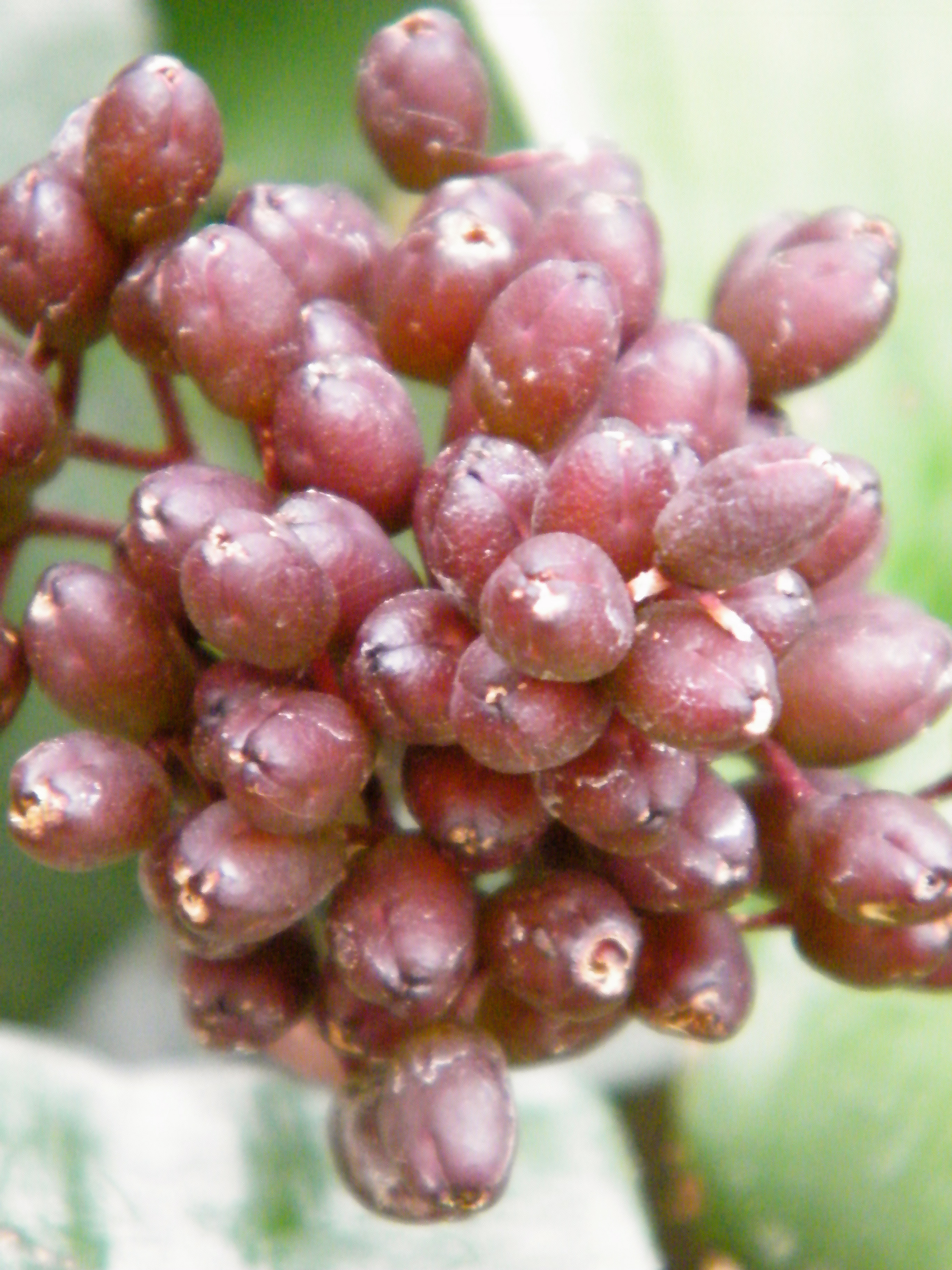
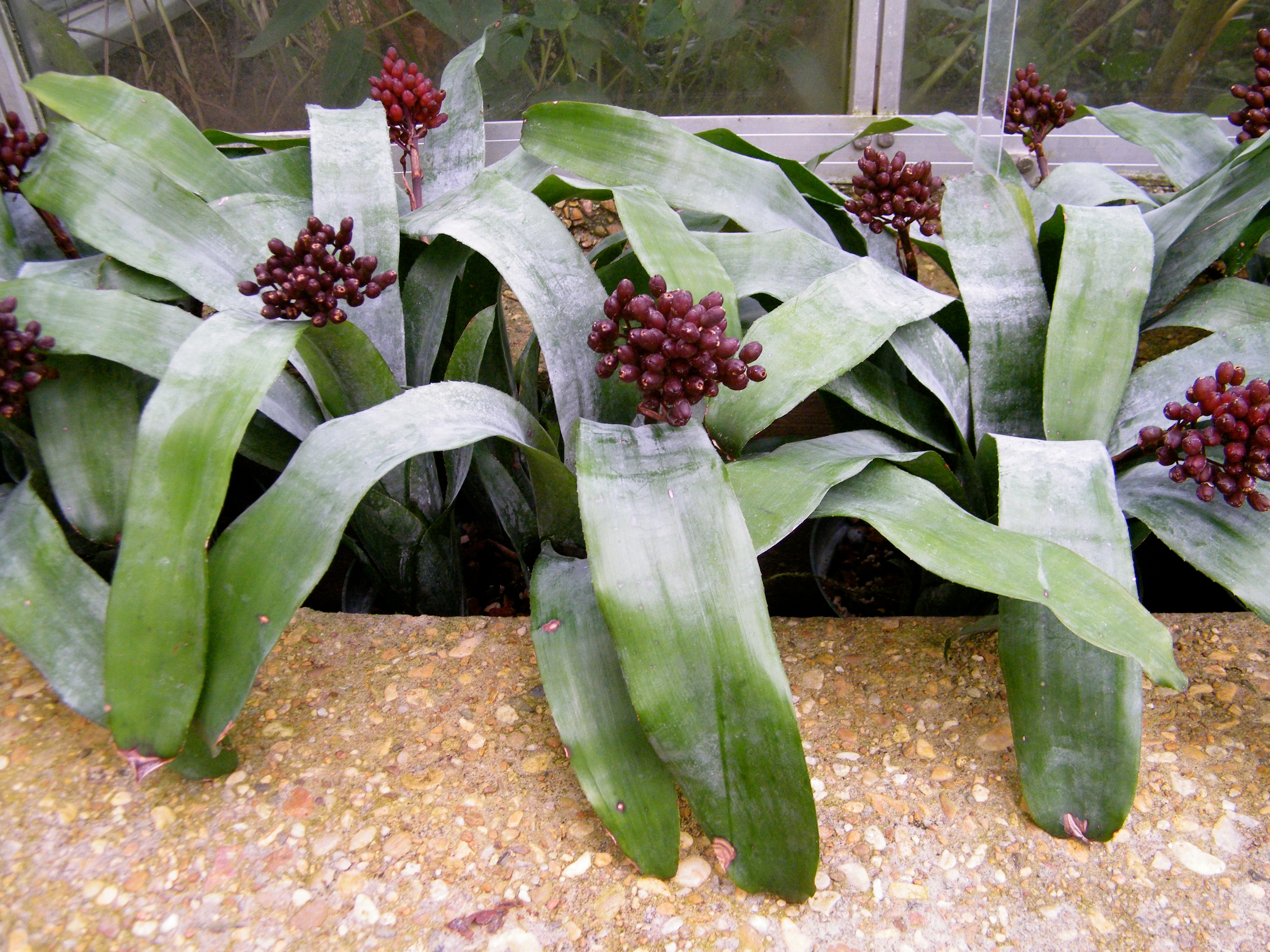
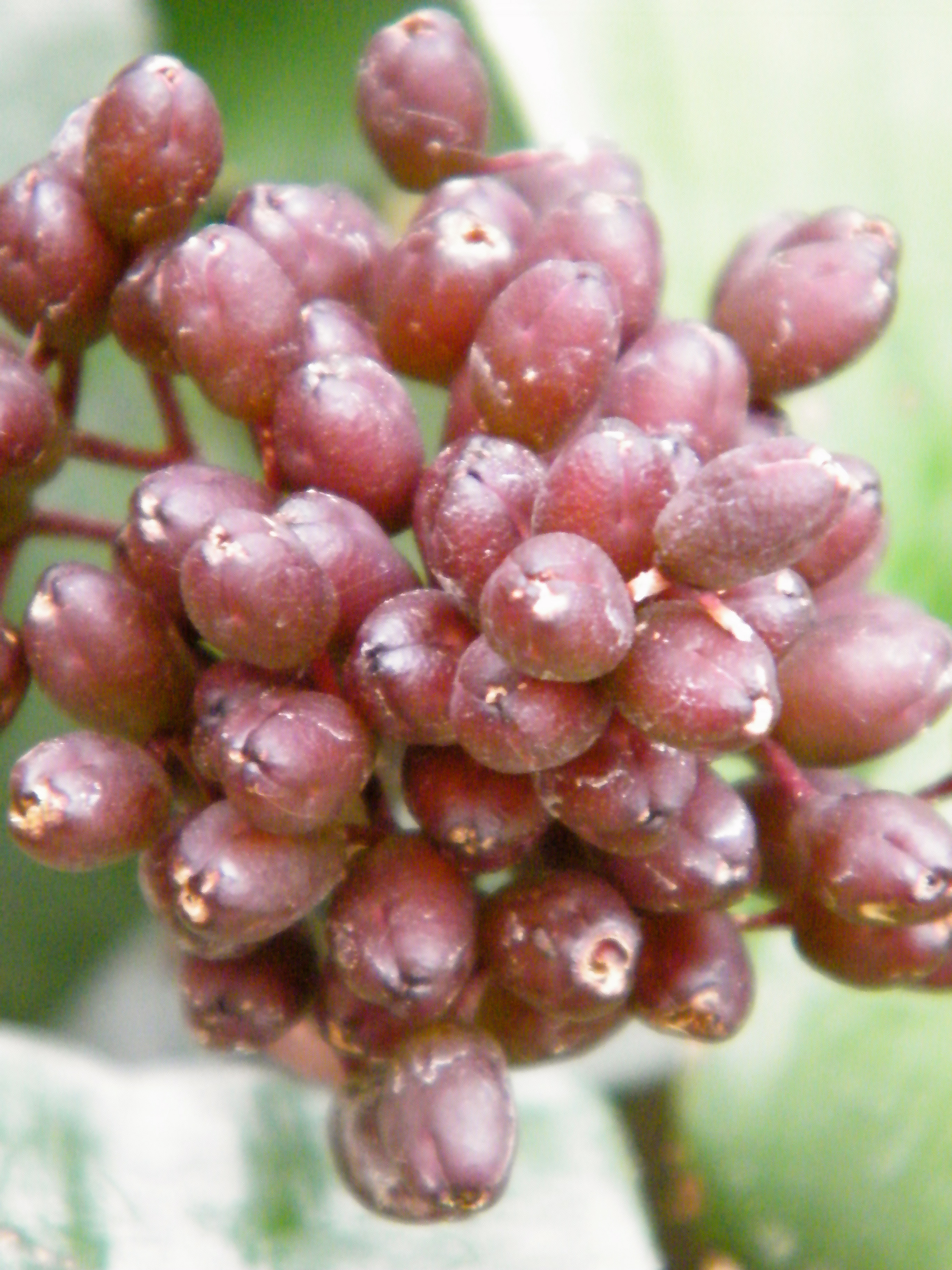
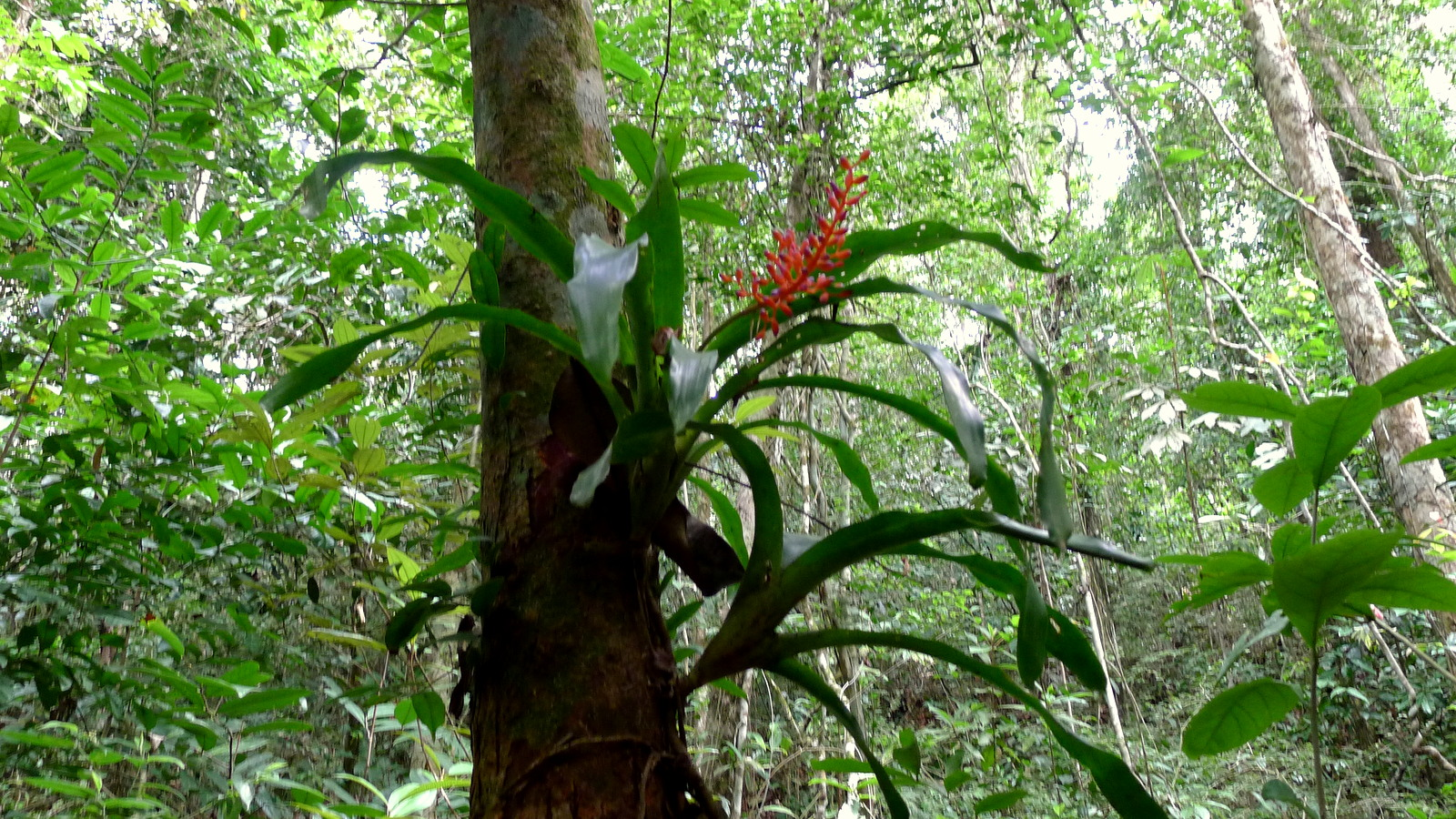